# 大佛灣摩崖造像
大佛灣摩崖造像位於重慶市大足区寶頂山，山頂有聖壽寺，寺左有一大U形崖谷，古名廣大寶樓閣，即大佛灣。大佛灣石刻編號共有31號，其中包括碑碣4通和後代道教造像3鋪。原由趙智鳳在南宋時期主持雕造的窟龕、摩崖造像，連同三個摩崖塔，計有24號，開鑿於南宋淳熙至淳祐年間。1961年3月4日列為第一批全國重點文物保護單位。2000年9月7日列為第一批重慶市文物保護單位。